# YYY
Pour les articles homonymes, voir YYY (homonymie).
YYY est un signal de radiotélégraphie Morse, sur les fréquences dont celle internationale de détresse et d'appel en radiotélégraphie de 500 kHz. Ce signal sert à transmettre un message concernant, dans une zone de combats, l'annonce et l'identification de transports sanitaires envoyés par une partie à un conflit ou par un État neutre, ou l'annonce et l'identification d’un navire portant secours aux blessés, aux malades et aux naufragés. Le capitaine du navire doit alors faire transmettre par le radiotélégraphiste les signaux d'urgence : un seul groupe de trois lettres XXX, suivi par un seul groupe de trois lettres YYY, à savoir : -.-- -.-- -.-- (en radiotélégraphie).

Historique en zone de combats
La nécessité d'utiliser les radiocommunications pour annoncer et identifier les transports sanitaires est apparue pendant la Seconde Guerre mondiale. En mer, plus de 45 navires-hôpitaux et quatre navires affrétés par le CICR furent coulés ou endommagés par faits de guerre : l'absence de moyens d'identification efficaces fut la cause de la plupart des attaques en surface ou sous-marines.
En 1943, un navire-hôpital attaqué par des avions s'efforça de se faire identifier par radio. La station côtière de Malte retransmit le message du navire sous forme d'appel à tous (CQ), mais les avions assaillants ne purent capter cette émission.